# Cesare Angelini (politico)
Cesare Angelini (Lucca, 4 luglio 1901 – 4 agosto 1974) è stato un politico e sindacalista italiano.

## Biografia
Di professione capostazione delle Ferrovie dello Stato, dal 1944 al 1948 è stato segretario della Camera confederale del lavoro CGIL di Lucca, in quota Democrazia Cristiana.
La sua esperienza politica è iniziata nel Consiglio Comunale di Lucca, ove ha ricoperto l'incarico di vicesindaco. Eletto Senatore della Repubblica nel 1948 nelle liste della Democrazia Cristiana, è stato riconfermato alle elezioni del 1953, 1958, 1963 e 1968.
Ha avuto anche due esperienze di governo: è stato Sottosegretario di Stato ai Trasporti dal 27 luglio 1960 al 2 febbraio 1962 nel governo Fanfani III, mentre dal 14 dicembre 1968 al 4 agosto 1969 è stato sottosegretario per la Marina Mercantile nel governo Rumor I. Termina definitivamente la propria esperienza parlamentare nel 1972.
Muore il 4 agosto 1974 all'età di 73 anni.